# Арсоли
А̀рсоли (на италиански: Arsoli, на местен диалект Arzuli, Арцули) е село и община в Централна Италия, провинция Рим, регион Лацио. Разположено е на 470 m надморска височина. Населението на общината е 1670 души (към 2010 г.).